# Ер'ян Перссон
Пер Ер'ян Перссон (швед. Per Örjan Persson, нар. 27 серпня 1942, Уддевалла) — шведський футболіст, що грав на позиції нападник.

## Клубна кар'єра
У дорослому футболі дебютував 1961 року виступами за команду клубу «Ергрюте», в якій провів три сезони.
Своєю грою за цю команду привернув увагу представників тренерського штабу шотландського «Данді Юнайтед», до складу якого приєднався 1964 року. Відіграв за команду з Данді наступні три сезони своєї ігрової кар'єри. Більшість часу, проведеного у складі «Данді Юнайтед», був основним гравцем атакувальної ланки команди.
1967 року уклав контракт з клубом «Рейнджерс», у складі якого провів наступні три роки своєї кар'єри гравця. Граючи у складі «Рейнджерс» також здебільшого виходив на поле в основному складі команди.
Завершив професійну ігрову кар'єру в «Ергрюте», у складі якого її свого часу розпочинав. Прийшов до команди 1971 року, захищав її кольори до припинення виступів на професійному рівні у 1974.

## Виступи за збірну
1962 року дебютував в офіційних матчах у складі національної збірної Швеції. Протягом кар'єри у національній команді, яка тривала 13 років, провів у формі головної команди країни 48 матчів, забивши 7 голів.
У складі збірної був учасником чемпіонату світу 1970 року у Мексиці, чемпіонату світу 1974 року у ФРН.